# Pediobius stenochoreus
Pediobius stenochoreus är en stekelart som beskrevs av Kerrich 1973. Pediobius stenochoreus ingår i släktet Pediobius och familjen finglanssteklar.
Artens utbredningsområde är Pakistan. Inga underarter finns listade i Catalogue of Life.